# Ефект присутності (фільм)
«Ефект присутності» (також «Кредитка») — драма режисера Леоніда Павловського. Була знята у 2004 році на замовлення Міністерства культури і туризму України.
Разом із фільмом «В.Сильвестров» стрічка розділяє 88-89-і позиції у списку 100 найкращих фільмів в історії українського кіно.

## Сюжет
Одеса початку 2000-них. Кілька місцевих жителів йдуть на цвинтар, щоб прибрати пам'ятники відомих одеситів. Усю дорогу їм зустрічаються характерні для Одеси явища та люди.

## У ролях
Всього у фільмі знялися понад 40 акторів. Серед них:
- Валерій Бассель
- Анатолій Трухін
- Борис Барський
- Георгій Делієв